# Чемпионат Армении по бадминтону
Чемпионаты Армении по бадминтону проводит Федерация бадминтона Армении с 1997 года.

## Национальный чемпионат
| Год       | Мужской одиночный | Женский одиночный | Мужской парный                    | Женский парный                  | Смешенный парный                  |
| --------- | ----------------- | ----------------- | --------------------------------- | ------------------------------- | --------------------------------- |
| 1997      | Арсен Хачатрян    | Рузанна Акопян    | Арсен Хачатрян Армен Аракелян     | Рузанна Акопян Алвард Овсепян   | Арсен Хачатрян Алвард Овсепян     |
| 1998      | Арсен Хачатрян    | Мариам Мурадян    | Не проводились                    | Не проводились                  | Не проводились                    |
| 1999–2000 | Не проводились    | Не проводились    | Не проводились                    | Не проводились                  | Не проводились                    |
| 2001      | Гайк Мисакян      | Гаяне Мкртчян     | Гайк Мисакян Левон Торосян        | Рузанна Акопян Анна Назарян     | Гайк Мисакян Гаяне Мкртчян        |
| 2002      | Гайк Мисакян      | Анна Назарян      | Гайк Мисакян Рубен Погосян        | Рузанна Акопян Анна Назарян     | Гайк Мисакян Анна Назарян         |
| 2003      | Гайк Мисакян      | Анна Назарян      | Гайк Мисакян Рубен Погосян        | Рузанна Акопян Анна Назарян     | Гайк Мисакян Анна Назарян         |
| 2004      | Левон Торосян     | Анна Назарян      | Гайк Мисакян Левон Торосян        | Рузанна Акопян Анна Назарян     | Гайк Мисакян Гаяне Мкртчян        |
| 2005      | Левон Торосян     | Гаяне Мкртчян     | Левон Торосян Рубен Погосян       | Гаяне Мкртчян Лаура Самвелян    | Арутюн Погосян Гаяне Мкртчян      |
| 2006      | Гайк Мисакян      | Лаура Самвелян    | Гайк Мисакян Спартак Рсян         | Лаура Самвелян Эстер Мирзаханян | Гайк Мисакян Лаура Самвелян       |
| 2007      | Гайк Мисакян      | Анна Назарян      | Гайк Мисакян Спартак Рсян         | Лаура Самвелян Анна Назарян     | Гайк Мисакян Анна Назарян         |
| 2008      | Грачья Мнацаканян | Лаура Самвелян    | Грачья Мнацаканян Гурген Погосян  | Лаура Самвелян Лилит Погосян    | Грачья Мнацаканян Лаура Самвелянn |
| 2009      | Гурген Погосян    | Лилит Погосян     | Грачья Мнацаканян Гурген Погосян  | Мелине Кочарян Лилит Погосян    | Грачья Мнацаканян Венера Бдоян    |
| 2010      | Гурген Погосян    | Лилит Погосян     | Грачья Мнацаканян Саркис Исаханян | Венера Бдоян Сона Гукасян       | Гурген Погосян Лилит Погосян      |
| 2011      | Гурген Погосян    | Лилит Погосян     | Гурген Погосян Гор Акопян         | Лилит Погосян Лилит Минасян     | Гурген Погосян Лилит Погосян      |

### Юношеский чемпионат
| Год       | Мужской одиночный | Женский одиночный | Мужской парный                   | Женский парный                  | Смешенный парный                 |
| --------- | ----------------- | ----------------- | -------------------------------- | ------------------------------- | -------------------------------- |
| 1993      | Гайк Мисакян      | Диана Минасян     | Армен Унантян Армен Манукян      | Диана Минасян Alina Khachatryan | Армен Манукян Диана Минасян      |
| 1994      | Гайк Мисакян      | Рузанна Акопян    | Гайк Мисакян Гарик Мовсисян      | Рузанна Акопян Армине Торосян   | Завен Мурадян Рузанна Акопян     |
| 1995      | Гайк Мисакян      | Лусине Арзцян     | Гайк Мисакян Арутюн Габриелян    | Мариам Мурадян Анаит Тадевосян  | Гайк Мисакян Мариам Мурадян      |
| 1996      | Гайк Мисакян      | Мариам Мурадян    | Гайк Мисакян Ованес Авдалян      | Мариам Мурадян Армине Манукян   | Гайк Мисакян Мариам Мурадян      |
| 1997      | Арутюн Габриелян  | Мариам Мурадян    | Не проводились                   | Не проводились                  | Не проводились                   |
| 1998-2000 | Не проводились    | Не проводились    | Не проводились                   | Не проводились                  | Не проводились                   |
| 2001      | Левон Торосян     | Мариам Мурадян    | Рубен Погосян Армен Малхасян     | Мариам Мурадян Анна Назарян     | Левон Торосян Анна Назарян       |
| 2002      | Рубен Погосян     | Сона Геворкян     | Рубен Погосян Артур Геворкян     | Сона Геворкян Лаура Самвелян    | Рубен Погосян Лаура Самвелян     |
| 2003      | Рубен Погосян     | Сона Геворкян     | Рубен Погосян Артур Геворкян     | Сона Геворкян Лаура Самвелян    | Рубен Погосян Лаура Самвелян     |
| 2004      | Рубен Погосян     | Лаура Самвелян    | Рубен Погосян Арутюн Погосян     | Лаура Самвелян Эстер Мирзаханян | Рубен Погосян Лаура Самвелян     |
| 2005      | Спартак Рсян      | Лаура Самвелян    | Спартак Рсян Грачья Мнацаканян   | Лаура Самвелян Эстер Мирзаханян | Спартак Рсян Лаура Самвелян      |
| 2006      | Спартак Рсян      | Лаура Самвелян    | Спартак Рсян Грачья Мнацаканян   | Лаура Самвелян Эстер Мирзаханян | Спартак Рсян Лаура Самвелян      |
| 2007      | Спартак Рсян      | Лаура Самвелян    | Спартак Рсян Грачья Мнацаканян   | Лаура Самвелян Эстер Мирзаханян | Спартак Рсян Лаура Самвелян      |
| 2008      | Грачья Мнацаканян | Лаура Самвелян    | Грачья Мнацаканян Гурген Погосян | Лаура Самвелян Лилит Погосян    | Грачья Мнацаканян Лаура Самвелян |
| 2009      | Грачья Мнацаканян | Лаура Самвелян    | Карен Петросян Арутюн Арутюнян   | Лилит Погосян Мелине Кочарян    | Грачья Мнацаканян Лаура Самвелян |

## Внешние ссылки
- http://www.badminton.am Федерация бадминтона Армении
- Badminton Europe - Details of affiliated national organisations: Armenia